# Œuvres de Didier Conrad
Cette page recense la bibliographie de Didier Conrad, également sous son pseudo Pearce, par ordre chronologique. Sont ici énumérées uniquement ses bandes dessinées et livres illustrés, qu'il soit dessinateur ou scénariste.

## 1980-1989
- Huit mois dans l'enfer des hauts de page, Bidouille, janvier 1981
Scénario : Yann - Dessin : Conrad
- 1 Les Innommables T2 : Aventure en jaune, Temps Futurs, janvier 1983
Scénario : Yann - Dessin : Didier Conrad - Couleurs : Didier Conrad - Réédité par Bédéscope/Glénat
- 1 Bob Marone T1 : Le Dinosaure blanc : À la recherche de Frank Veeres, Glénat, mai 1984
Scénario : Yann - Dessin : Didier Conrad - Couleurs : Lucie
- Bébert le cancrelat, Carton, septembre 1984
Scénario : Yann - Dessin : Didier Conrad - Réédité en encart dans Au sud-ouest de Moscou (2005)
- L'Avatar, Bédéfil, janvier 1985
Scénario : Sophie Commenge - Dessin : Conrad
- 2 Bob Marone T2 : Le Dinosaure blanc : L'Affrontement, Glénat, avril 1985
Scénario : Yann - Dessin : Didier Conrad - Couleurs : Lucie
- 2 Les Innommables T1 : Shukumeï, Bédéscope, mars 1987
Scénario : Yann - Dessin : Didier Conrad, Yann - Couleurs : Didier Conrad

## 1990-1999
- 1 Le Piège malais T1, Dupuis collection Aire libre, mars 1990
Scénario : Conrad, Wilbur[1] - Dessin et couleurs : Didier Conrad
- Tatum : La Machine écarlate, Didier Conrad, juin 1990
Scénario : Sophie Commenge - Dessin : Didier Conrad
- 2 Le Piège malais T2, Dupuis collection Aire libre, septembre 1990
Scénario : Didier Conrad, Wilbur[1] - Dessin et couleurs : Didier Conrad
- 1 Donito T1 : La Sirène des Caraïbes, Dupuis, Marcinelle, novembre 1991
Scénario, dessin et couleurs : Didier Conrad
- 2 Donito T2 : La Pyramide des tempêtes, Dupuis, Marcinelle, juin 1992
Scénario, dessin et couleurs : Didier Conrad
- 3 Donito T3 : Le Grand secret, Dupuis, Marcinelle, juin 1993
Scénario, dessin et couleurs : Didier Conrad
- 3 Les Innommables T3 : Le Crâne du Père Zé[2], Dargaud, janvier 1994
Scénario : Yann - Dessin : Didier Conrad - Couleurs : Béatrice Constant
- 4 Les Innommables T4 : Ching Soao, Dargaud, janvier 1995
Scénario : Yann - Dessin : Didier Conrad - Couleurs : Béatrice Constant
- 4 Donito T4 : L'Île aux pirates, Dupuis, Marcinelle, avril 1995
Scénario, dessin et couleurs : Didier Conrad
- 1 Kid Lucky T1, Lucky Productions, avril 1995
Scénario : Jean Léturgie - Dessin : Pearce - Couleurs : Studio Leonardo
- 5 Les Innommables T5 : Au Lotus Pourpre, Dargaud, décembre 1995
Scénario : Yann - Dessin : Didier Conrad - Couleurs : Béatrice Constant
- 6 Les Innommables T6 : Alix-Noni-Tengu[3], Dargaud, janvier 1996
Scénario : Yann - Dessin : Didier Conrad - Couleurs : Béatrice Constant
- 5 Donito T5 : L'Or caché du cachalot, Dupuis, Marcinelle, avril 1996
Scénario, dessin et couleurs : Didier Conrad
- 0 Les Innommables T0 : Matricule 000, Dargaud, novembre 1996
Scénario et dessin : Didier Conrad, Yann - Couleurs : Didier Conrad - Compris dans la réédition d’Aventure en jaune
- 2 Kid Lucky T2 : Oklahoma Jim, Lucky Productions, janvier 1997
Scénario : Jean Léturgie - Dessin : Pearce - Couleurs : Studio Leonardo
- 7 Les Innommables T7 : Cloaques[4], Dargaud, mai 1997
Scénario : Yann - Dessin : Didier Conrad - Couleurs : Béatrice Constant, Bernard Devillers
- 8 Les Innommables T8 : Poupée de bronze[5], Dargaud, août 1998
Scénario : Yann - Dessin : Didier Conrad - Couleurs : Béatrice Constant
- 1 Cotton Kid T1 : Au nom de la loi et de Mr Pinkerton, Vents d'Ouest, novembre 1999
Scénario : Jean Léturgie - Dessin : Pearce - Couleurs : Cyril Liéron

## 2000-2009
- 9 Les Innommables T9 : Pas-de-Mâchoire, Dargaud, mars 2000
Scénario : Yann - Dessin : Didier Conrad - Couleurs : Béatrice Constant
- 2 Cotton Kid T2 : Charivari dans les bayous, Vents d'Ouest, avril 2000
Scénario : Jean Léturgie - Dessin : Pearce - Couleurs : Cyril Liéron
- 3 Cotton Kid T3 : Z comme Sorro, Vents d'Ouest, octobre 2000
Scénario : Jean Léturgie - Dessin : Pearce - Couleurs : Cyril Liéron
- 4 Cotton Kid T4 : La Piste de Chisholm, Vents d'Ouest, mai 2001
Scénario : Jean Léturgie - Dessin : Pearce - Couleurs : Cyril Liéron
- 5 Cotton Kid T5 : La Septième Femme de Géronimo, Vents d'Ouest, avril 2002
Scénario : Jean Léturgie - Dessin : Pearce - Couleurs : Cyril Liéron
- 10 Les Innommables T10 : À l'est de Roswell[6], Dargaud, mai 2002
Scénario : Yann - Dessin : Didier Conrad - Couleurs : Béatrice Constant
- 11 Les Innommables T11 : Au nord de White Sands, Dargaud, mars 2003
Scénario : Yann - Dessin : Didier Conrad - Couleurs : Cyril Liéron
- 6 Cotton Kid T6 : Le Coyote noir, Vents d'Ouest, novembre 2003
Scénario : Jean Léturgie - Dessin : Pearce - Couleurs : Cyril Liéron
- 12 Les Innommables T12 : Au sud-ouest de Moscou, Dargaud, août 2004
Scénario : Yann - Dessin : Didier Conrad - Couleurs : Julien Loïs
- 1 Tigresse Blanche T1 : Au service secret du Grand Timonier, Dargaud, juillet 2005
Scénario : Yann - Dessin : Didier Conrad - Couleurs : Julien Loïs -  (ISBN 2-87129-859-9)
- 2 Tigresse Blanche T2 : Peau de pêche et cravate de soie, Dargaud, septembre 2005
Scénario : Yann - Dessin : Didier Conrad - Couleurs : Julien Loïs -  (ISBN 2-87129-860-2)
- 3 Tigresse Blanche T3 : L'Art du cinquième bonheur, Dargaud, septembre 2006
Scénario : Didier Conrad, Wilbur - Dessin : Didier Conrad - Couleurs : Julien Loïs -  (ISBN 2-50500-000-X)
- 4 Tigresse Blanche T4 : Une espionne sur le toit, Dargaud, septembre 2007
Scénario : Didier Conrad, Wilbur - Dessin : Didier Conrad - Couleurs : Julien Loïs -  (ISBN 978-2-5050-0146-1)
- 1 RAJ T1 : Les Disparus de la ville dorée, Dargaud, septembre 2007
Scénario : Wilbur - Dessin : Didier Conrad - Couleurs : Julien Loïs
- 2 RAJ T2 : Un gentilhomme oriental, Dargaud, septembre 2007
Scénario : Wilbur - Dessin : Didier Conrad - Couleurs : Julien Loïs
- 5 Tigresse Blanche T5 : L'Année du phénix, Dargaud, février 2008
Scénario : Didier Conrad, Wilbur - Dessin : Didier Conrad - Couleurs : Julien Loïs -  (ISBN 978-2-505-00262-8)
- 6 [Tigresse Blanche T6 : La Théorie du Mikado, Dargaud, octobre 2008
Scénario : Didier Conrad, Wilbur - Dessin : Didier Conrad - Couleurs : Julien Loïs -  (ISBN 978-2-505-00462-2)

## 2010-2021
- Marsu Kids T1 : Sorti de l'Œuf, Marsu Productions, 29 octobre 2011
Scénario : Wilbur - Dessin : Conrad
- Marsu Kids T2 : Un œuf pour deux, Marsu Productions, 24 janvier 2013
Scénario : Wilbur - Dessin : Didier Conrad
- Astérix T35 : Astérix chez les Pictes, Les Éditions Albert René, 978-2-86497-266-2, 24 octobre 2013
Scénario : Jean-Yves Ferri - Dessin : Conrad
- Astérix T36 : Le Papyrus de César, Les Éditions Albert René, 978-2-86497-266-2, 22 octobre 2015
Scénario : Jean-Yves Ferri - Dessin : Conrad
- Astérix T37 : Astérix et la Transitalique, Les Éditions Albert René, 978-2-86497-266-2, 19 octobre 2017
Scénario : Jean-Yves Ferri - Dessin : Conrad
- Astérix T38 : La Fille de Vercingétorix, Les Éditions Albert René, 978-2-86497-266-2, 24 octobre 2019
Scénario : Jean-Yves Ferri - Dessin : Conrad

## 2020-2029
- Astérix T39 : Astérix et le Griffon, Les Éditions Albert René, 978-2-86497-349-2, 21 octobre 2021
Scénario : Jean-Yves Ferri - Dessin : Conrad

## Annoncés
- 2 L'Avatar T2 : Jatra des Indes, annoncé[7] mais jamais sorti
Scénario : Sophie Commenge - Dessin : Conrad